# Vittorio de’ Frescobaldi
Marchese Vittorio de’ Frescobaldi (* 1928 in Florenz, Toskana) ist ein italienischer Wein-Unternehmer.
Der Name Frescobaldi hat große Bedeutung für die Geschichte der Toskana auf dem Gebiet der Kunst, Musik, des Handels und der Finanzen. Die Geschichte der Florentiner Bankiersfamilie, im 16. Jh., in der Zeit des „Principato“, geadelt als Marchesi de’ Frescobaldi, reicht bis ins 13. Jahrhundert zurück. Schon im 14. Jahrhundert produzierten die Frescobaldi Wein. Zur Geschichte der Familie siehe Frescobaldi (Familie). 

## Das Unternehmen Frescobaldi
Nach dem Tode des Vaters, Lamberto de’ Frescobaldi, übernahm sein ältester Sohn Vittorio Frescobaldi die Leitung und wird dabei von seinen beiden Brüdern, Ferdinando und Leonardo, unterstützt. Einer der fünf Brüder, Piero Frescobaldi, begann eine Karriere im Motorsport und verunglückte 1964 beim 24-Stunden-Rennen von Spa-Francorchamps tödlich. Das Unternehmen wurde 1980 in eine Aktiengesellschaft umgewandelt, bei der das gesamte Aktienpaket den fünf Geschwistern Dino, Vittorio, Maria, Ferdinando und Leonardo Frescobaldi sowie Bona Marchi, der Ehefrau von Vittorio, gehört.
Seit 1989 ist Lamberto Frescobaldi, Sohn von Vittorio und Bona Marchi, im Familienbetrieb tätig. Er leitet den Bereich Landwirtschaft und Weinbau im Familienunternehmen. Als solcher widmet er sich der Erneuerung der Weinberge der Familie und der Verwaltung der Weinkeller. Ein wichtiger Schritt der Erneuerung ist dabei die Zusammenarbeit mit dem kalifornischen Weinhaus Robert Mondavi, mit dem gemeinsam neue toskanische Weine von höchster Qualität erzeugt werden. Gemeinsam leiten Marchese Lamberto Frescobaldi und Timothy Mondavi (Robert Mondavi Winery) die Produktion im Weinbaubetrieb „Luce della Vite“ und „Tenuta dell’Ornellaia“, ein Joint Venture, das 1995 zwischen den beiden Gesellschaften ins Leben gerufen wurde. Im Juni 2002 übernahm Vittorio Frescobaldi einen Teil von 50 % am Weingut und am 1. April 2005 erwarb er den gesamten Besitz der Tenuta dell’Ornellaia. 2000 erwarb Frescobaldi 70 % des Gutes der Grafen Attems im Collio, einer der ältesten und bedeutendsten Betriebe. Der Vertrieb der Attems-Weine durch Frescobaldi begann 2001 mit typischen Gastronomie-Weißweinen (Chardonnay, Sauvignon Blanc) des Jahrgangs 2000.
Die Jahresproduktion betrug 2001 insgesamt 9 Millionen Flaschen, davon wurden 35 % in Italien abgesetzt, die restlichen gingen in den Export.

### Anbauregionen der Familie Frescobaldi
Zum Unternehmen Frescobaldi gehören mittlerweile 200 Mitarbeiter, 100 externe Berater und neun Weingüter, die alle in besonders geeigneten Anbauregionen gelegen sind und auf deren besten Lagen hochkarätige Weine (DOC, DOCG, IGT) erzeugt werden.
- Castello di Pomino

Aushängeschild ist der „Pomino Benefizio“, eine Cuvée aus 80 % Chardonnay, 15 % Pinot Bianco sowie Traminer und Riesling. Neben dem Pomino Benefizio werden auch Pomino Bianco, Pomino Rosso und Pomino Vin Santo erzeugt. Pomino ist ein Ortsteil von Rufina.
- Castello di Nipozzano

1855 wurden hier erstmals Cabernet Sauvignon und Merlot angebaut. Hier werden Chianti aus der Subzone Rufina, sowie die Rotweine „Montesodi“ (Sangiovese) und „Nipozzano Riserva“ (aus Sangiovese mit Anteilen Cabernet Sauvignon und Merlot) produziert.
- Castello Giocondo

Das „Castelgiocondo“ mit rund 150 Hektar Rebfläche befindet sich in Montalcino, dem Anbaugebiet des DOCG Brunello di Montalcino. Außerdem werden hier die Rotweine „Luce“ (aus Sangiovese und Merlot) und „Lamaione“ (Merlot) erzeugt, ein Joint Venture mit Robert Mondavi.
- Castello Castiglioni

Historisch gesehen gehört das Weingut Castiglioni in Montespertoli zu den ältesten Besitztümern der Familie (1331). Seit 1991 ist das Gut Gegenstand eines Erneuerungsprogramms der Rebanlagen, das die Erzeugung eines der innovativsten Weine seiner Kategorie ermöglichte: des Chianti Castiglioni (Chianti Colli Fiorentini).